# Hildur Ottelin
Hildur Ottelin, född 1866 i Gamlakarleby, Finland, död 1927 i Uppsala, Sverige, var en svensk kommunalpolitiker och gymnastikdirektör. Hon blev 1912 den första kvinnan att väljas in i Uppsala stadsfullmäktige.

## Biografi
Hildur Ottelin var dotter till den förmögne häradshövdingen och borgmästaren Albert Ferdinand Ottelin; i Karleby och därmed syster till Odal Ottelin. I slutet av 1800-talet utbildade sig Hildur Ottelin vid Gymnastiska Centralinstitutet i Stockholm. Därefter arbetade hon bland annat som gymnastiklärare på Lindska skolan i Uppsala. 
År 1907 anställde staden henne som bostadsinspektris i Uppsala. Hennes ansvarsområde gällde bostäder med högst två rum och kök. Fyra år senare blev hon sekreterare i den nyinrättade egnahemsstyrelsen. Tillsättningen grundade sig inte bara på arbetet med bostadsinspektionerna utan också på att hon redan år 1904 för egna pengar köpt mark och startat AB Rickomberga egna hem. Häradshövding Axel Olivecrona var en av delägarna och nu också ordförande för egnahemsstyrelsen.  
Hildur Ottelin var socialdemokrat och 1912 valdes hon in i Uppsala stadsfullmäktige som första kvinna någonsin. 1915 valdes hon in i drätselkammaren och 1917 i fattigvårdsstyrelsen. Hennes främsta uppgift blev att förbättra de fattigas villkor, framför allt deras bostadsstandard. Hildur Ottelin blev en av förgrundsfigurerna i bostadspolitiken under tidigt 1900-tal.
Hildur Ottelin avled 1927 och fick en ståtlig begravning på Uppsala gamla kyrkogård. 
År 1950 blev en gata i Uppsalastadsdelen Rickomberga uppkallad efter henne, Hildur Ottelinsgatan.